# República de Baden
A República de Baden foi um dos estados durante a República de Weimar, sendo constituído após a abolição da monarquia nos estados alemães em 1918.

## História
Com a revolução ameaçando o Império Alemão nos últimos dias da Primeira Guerra Mundial, o ministério estado do Grão-Ducado de Baden aprovou uma reforma eleitoral em 2 de novembro de 1918, em uma última tentativa de preservar a monarquia lá. Em 8 de novembro de operários e soldados dos conselhos foram estabelecidos em Lahr e Ofemburgo. No dia seguinte, os conselhos semelhantes foram estabelecidos em Mannheim e Karlsruhe e todo o ministério estado Badische deixou o cargo.
Em 10 de novembro, um governo provisório foi formado em Karlsruhe e um conjunto dos vários conselhos revolucionários foi realizada no dia seguinte. Em 13 de novembro, o Grão-Duque Frederico II, renunciou a todos os direitos que regem e, eventualmente, abdicou em 22 de novembro, quase uma semana antes da abdicação do kaiser Guilherme II
O governo provisório declarou a criação do freie Volksrepublik Baden (República Povos Livres de Baden) em 14 de novembro de 1918, e definir 05 de janeiro de 1919 como a data para novas eleições.
A Assembleia Nacional foi criado em 12 de janeiro de 1919, com o Partido do Centro democrata-cristão emergindo como o partido mais forte à frente da centro-esquerda SPD. Juntos, esses dois partidos receberam 91,5% dos votos. Em 1º de abril, o parlamento Badische (Landtag) formou um governo de membros da Coalizão de Weimar. Até 1933, Baden foi principalmente governada pelo Partido do Centro.
Em 21 de março de 1919, o parlamento regional aprovou por unanimidade uma nova constituição. Um voto popular aprovou a constituição em 13 de abril. Este voto popular foi o primeiro na história da Alemanha e da constituição Baden era a única aprovada pelo voto popular na Alemanha durante o período de Weimar.
Baden, como todos os outros estados alemães, foi sujeito ao processo de Gleichschaltung em 1933, o que efetivamente aboliu todos os estados - na prática, não na lei. O presidente eleito de Baden foi substituído com o nomeado nazista Walter Köhler, apesar de poder administrativo na região verdadeiramente descansado com Robert Heinrich Wagner, o Gauleiter de Baden e Reichsstatthalter para a Alsácia-Lorena. Entre 1940 e 1944, o Gau de Baden foi rebatizada de "Baden-Elsass" e estendeu para o oeste para incluir grande parte da Alsácia.
Através da ocupação aliada do pós-guerra na Alemanha, Baden foi dividida entre as zonas de ocupação americanas e francesas. A divisão foi feita para que o Autobahn conectar Karlsruhe e Munique (hoje a A8 ) foi completamente contido dentro da zona americana. Esta área de administração norte-americana tornou-se parte de Württemberg-Baden em 19 de setembro de  1945, enquanto a metade sul (conhecido como Baden do Sul ou simplesmente "Baden") foi colocado sob administração francesa.
Estas duas partes do Baden foram reunidos e fundiu-se com o antigo estado de Württemberg em 23 de abril de 1952 para formar o novo estado de Baden-Württemberg.

## Líderes
|                               | Nome                   | Inicio     | Término    | Partido    |
| Presidente                    | Presidente             | Presidente | Presidente | Presidente |
| ----------------------------- | ---------------------- | ---------- | ---------- | ---------- |
| 1                             | Anton Geiß             | 1918       | 1920       | SPD        |
| 2                             | Gustav Trunk           | 1920       | 1921       | Centro     |
| 3                             | Hermann Hummel         | 1921       | 1922       | DDP        |
| 4                             | Adam Remmele           | 1922       | 1923       | SPD        |
| 5                             | Heinrich Köhler        | 1923       | 1924       | Centro     |
| 6                             | Willy Hellpach         | 1924       | 1925       | DDP        |
| -                             | Gustav Trunk           | 1925       | 1926       | Centro     |
| -                             | Heinrich Köhler        | 1926       | 1927       | Centro     |
| -                             | Gustav Trunk           | 1927       | 1928       | Centro     |
| -                             | Adam Remmele           | 1927       | 1928       | SPD        |
| 7                             | Josef Schmitt          | 1928       | 1930       | Centro     |
| 8                             | Franz Josef Wittemann  | 1928       | 1931       | Centro     |
| -                             | Josef Schmitt          | 1931       | 1933       | Centro     |
| Reichsstatthalter e Gauleiter |                        |            |            |            |
|                               | Robert Heinrich Wagner | 1933       | 1945       | Nazista    |
| Ministro-Presidente nomeado   |                        |            |            |            |
|                               | Walter Köhler          | 1933       | 1945       | Nazista    |